# Hamataliwa globosa
Hamataliwa globosa là một loài nhện trong họ Oxyopidae.
Loài này thuộc chi Hamataliwa. Hamataliwa globosa được Frederick Octavius Pickard-Cambridge miêu tả năm 1902.